# Дальдорф
Дальдорф (нем. Daldorf) — община в Германии, в земле Шлезвиг-Гольштейн. 
Входит в состав района Зегеберг. Подчиняется управлению Риклинг.  Население составляет 649 человек (на 31 декабря 2010 года). Занимает площадь 8,92 км².